# Prosopis denudans
Prosopis denudans är en ärtväxtart som beskrevs av George Bentham. Prosopis denudans ingår i släktet Prosopis och familjen ärtväxter.

## Underarter
Arten delas in i följande underarter:
- P. d. denudans
- P. d. patagonica
- P. d. stenocarpa